# Larry Joe Campbell
Larry Joseph Campbell (Cadillac, 29 novembre 1970) è un attore statunitense, noto per il ruolo di Andy nella sitcom La vita secondo Jim.

## Biografia
Nato a Pontiac (Michigan), Campbell ha conseguito la laurea in arti applicate teatrali alla Central Michigan University ed un master in arti teatrali alla Wayne State University.
Il suo primo ruolo di rilievo in TV è stato quello di un fan (fan di Phoebe) nell'episodio Cuore di ghiaccio di Friends andato in onda nel febbraio del 2000. L'anno seguente entrò nel cast di La vita secondo Jim col ruolo di Andy. Inoltre è apparso in alcuni film, come 2 single a nozze - Wedding Crashers e Showtime, ed anche in alcuni spot pubblicitari.
Partecipò inoltre anche a due puntate della terza stagione di My Name Is Earl nel ruolo di una guardia carceraria.

### Vita privata
Campbell è sposato con l'insegnante Peggy Campbell, da cui ha avuto cinque figli: Gay, Nate, i gemelli Madelyne Kay e Maxwell Elliot, e Lydia. 
Campbell è anche un tastierista blues famoso per aver suonato nelle puntate del La vita secondo Jim e per aver suonato assieme a James Belushi e Dan Aykroyd.

## Filmografia parziale

### Cinema
- Get the Hell Out of Hamtown, regia di Yasmine Jaffri (1999)
- Showtime, regia di Tom Dey (2002)
- One Half Gone, regia di Alan Bernstein (2002)
- Jiminy Glick in Lalawood, regia di Vadim Jean (2004)
- 2 single a nozze (Wedding Crashers), regia di David Dobkin (2005)
- Alleyball, regia di Dan Consiglio (2006)
- Drive Thru, regia di Brendan Cowles e Shane Kuhn (2007)
- The Eyes Have It, regia di Steven Addair (2007) - cortometraggio
- Deeply Irresponsible, regia di Marc Buckland (2007)
- Yoga Matt, regia di David Greenspan (2008) - cortometraggio
- Killers, regia di Robert Luketic (2010)
- Welcome to the Jungle Gym, regia di Allen Keller (2010) - cortometraggio
- Libera uscita (Hall Pass), regia di Peter e Bobby Farrelly (2011)
- Carly Craig's Sexy Photoshoot for Maxim, regia di Jeff Tomsic (2011) - cortometraggio
- Fitful, regia di Richard Brauer (2011)
- Dogman, regia di Richard Brauer (2012)
- Merkin Penal, regia di Mitch Rouse (2013) - cortometraggio
- Pacific Rim, regia di Guillermo del Toro (2013)
- R.I.P.D. - Poliziotti dall'aldilà (R.I.P.D.), regia di Robert Schwentke (2013)
- Teacher of the Year, regia di Jason Strouse (2014)
- Dogman 2: The Wrath of the Litter, regia di Richard Brauer (2014)
- The Better Half, regia di Michael Winnick (2015)
- A Change of Heart, regia di Kenny Ortega (2017)
- Special Unit, regia di Christopher Titus (2017)

### Televisione
- The Law, regia di Luke Greenfield (2009)
- Piranhas, regia di Jason Strouse (2010)

### Serie TV
- Stark Raving Mad – serie TV, episodi 1x08 (1999)
- Friends – serie TV, episodio 6x14 (2000)
- Susan (Suddenly Susan) – serie TV, episodio 4x18 (2000)
- The Geena Davis Show – serie TV, episodio 1x17 (2001)
- The Ellen Show – serie TV, episodio 1x06 (2001)
- The Trouble with Normal – serie TV, 13 episodi (2000-2001)
- My Name Is Earl – serie TV, episodi 3x03-3x12 (2007)
- La vita secondo Jim (According to Jim) – serie TV, 182 episodi (2001-2009)
- Weeds – serie TV, 5 episodi (2009)
- Buona fortuna Charlie (Good Luck Charlie) – serie TV, episodio 1x06 (2010)
- Le regole dell'amore (Rules of Engagement) – serie TV, episodi 5x19-5x23 (2011)
- The Protector – serie TV, 9 episodi (2011)
- Dog with a Blog – serie TV, episodi 1x16-1x17 (2013)
- L'uomo di casa (Last Man Standing) – serie TV, episodio 3x07 (2013)
- Kirstie – serie TV, episodio 1x03 (2013)
- Non sono stato io (I Didn't Do It) – serie TV, episodi 1x01-1x11 (2014)
- The Goldbergs – serie TV, episodio 2x16 (2015)
- Key and Peele – serie TV, episodi 1x03-3x05-5x02 (2012-2015)
- Best Friends Whenever – serie TV, episodi 1x05-1x10-2x01 (2015-2016)
- American Housewife – serie TV, episodio 1x16 (2017)
- Detroiters – serie TV, episodio 1x09 (2017)
- American Vandal – serie TV, 7 episodi (2017)
- The Mayor – serie TV, episodio 1x01 (2017)
- The Orville – serie TV, 8 episodi (2017)
- Le amiche di mamma (Fuller House) – serie TV, episodio 4x07 (2018)
- Mom – serie TV, 3 episodi (2019)
- Euphoria – serie TV, episodio 5x01 (2019)
- Space Force – serie TV, 3 episodi (2020)
- Piccoli brividi (Goosebumps) – serie TV, episodio 1x08 (2023)

## Doppiatori italiani
Nelle versioni in italiano delle opere in cui ha recitato, Larry Joe Campbell è stato doppiato da:
- Luigi Ferraro ne La vita secondo Jim, Killers (edizione TV), Libera uscita, Buona fortuna Charlie, The Protector, Weeds, Best Friends Whenever, R.I.P.D. - Poliziotti dall'aldilà, L'uomo di casa, The Goldbergs, The Orville, Euphoria, Piccoli brividi
- Claudio Fattoretto in Friends
- Fabio Grossi in 2 single a nozze
- Mino Caprio in My Name is Earl
- Riccardo Lombardo in Non sono stato io
- Stefano Santerini in Killers (edizione DVD)
- Stefano Bianchini in Mom
- Giorgio Locuratolo in 9-1-1: Lone Star